# Central City (Pennsilvània)
Central City és una població dels Estats Units a l'estat de Pennsilvània. Segons el cens del 2000 tenia 1.258 habitants.

## Demografia
Segons el cens del 2000, Central City tenia 1.258 habitants, 538 habitatges, i 362 famílies. La densitat de població era de 899,5 habitants per quilòmetre quadrat.
Dels 538 habitatges en un 27% hi vivien nens de menys de 18 anys, en un 55% hi vivien parelles casades, en un 7,4% dones solteres, i en un 32,7% no eren unitats familiars. En el 30,1% dels habitatges hi vivien persones soles el 19,1% de les quals corresponia a persones de 65 anys o més que vivien soles. El nombre mitjà de persones vivint en cada habitatge era de 2,34 i el nombre mitjà de persones que vivien en cada família era de 2,9.
Per edats la població es repartia de la següent manera: un 21,6% tenia menys de 18 anys, un 8% entre 18 i 24, un 25% entre 25 i 44, un 23,1% de 45 a 60 i un 22,3% 65 anys o més.
L'edat mediana era de 42 anys. Per cada 100 dones de 18 o més anys hi havia 89,3 homes.
La renda mediana per habitatge era de 26.581 $ i la renda mediana per família de 32.455 $. Els homes tenien una renda mediana de 26.700 $ mentre que les dones 17.833 $. La renda per capita de la població era de 13.263 $. Entorn del 8,2% de les famílies i l'11,1% de la població estaven per davall del llindar de pobresa.

## Poblacions més properes
El següent diagrama mostra les poblacions més properes.